# 埃里克·克尼特尔
埃里克·克尼特尔（德語：Eric Knittel，1983年4月20日—），德国男子赛艇运动员。他曾代表德国参加世界赛艇锦标赛，获得一枚金牌。他也曾参加2012年夏季奥林匹克运动会。